# سيسيل بلاتوسكي
نشأت سيسيل بلاتوفسكي، المصممة الشهيرة، في بلجيكا، قبل أن تنتقل إلى مدينة نيويورك، حيث أسست شركة تريكو سانت رافائيل للملابس الرجالية في عام 1974. غالبًا ما يُشار إليها كواحدة من أبرز الشخصيات في الموضة بالإضافة إلى سترة «المنشق» وdoyenne.
ساعدت في تغيير حركة النساء في صناعة الأزياء، جنبًا إلى جنب مع دونا كاران وليز كليبورن.